# Cavalry scout

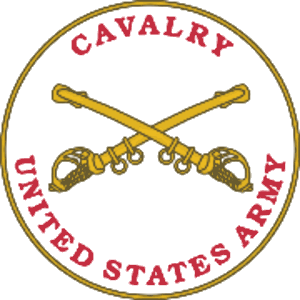

Cavalry Scout（キャバルリースカウト、訳：騎兵隊スカウト）は、米国陸軍の戦闘兵器部門で19D装甲偵察スペシャリストの軍事専門職を達成した人物を指すために使用される役職。
騎兵隊スカウトの仕事は、地域で最初の人員の1人として活動すること。
騎兵隊の偵察隊は、降車および乗車した偵察パトロールによって敵に関する情報を収集する。騎兵スカウトは、フィールドで対戦車兵器と偵察車両を使用して敵と交戦し、敵の動きと活動を追跡して報告し、さまざまな武器システムの使用を敵に向ける。

## スキルレベル別の主な職務
- スキルレベルI（E1プライベート-E4スペシャリスト/伍長）
- スキルレベルII（E5軍曹）
- スキルレベルIII（E6スタッフ軍曹）
- スキルレベルIV（E7一等軍曹）